# Ауэр, Алоиз
Алоизий Ауэр фон Вельсбах (1813—1869) — австрийский типограф, изобретатель и иллюстратор.
Учился в местной типографии печатному делу, и служил наборщиком, корректором и фактором; свободное время посвящал изучению языков, особенно новых, и достиг в этом таких значительных результатов, что в 1835—1836 годах мог с успехом подвергнуться официальному испытанию при Венском университете на звание учителя. В 1837 году был назначен учителем итальянского языка в Линце, в Коллегиуме и Лицее.
В 1839 году совершил путешествие по Германии, Швейцарии, Франции и Англии, изучая везде типографское дело и устройство типографий. По возвращении на родину, в 1841 году назначен директором Императорской придворной и государственной типографии. Под его управлением типография вскоре сделалась одним из замечательнейших учреждений этого рода. Ауэр был также долгое время директором Шлегельмюльской фабрики рисовой бумаги в Глогнице и Императорского фарфорового завода. В 1860 году возведен в потомственное дворянское достоинство. В 1864 году оставил управление государственных типографий и умер 10 июля 1869 года, в Вене.
Ауэру принадлежит целый ряд изобретений и усовершенствований в области графических искусств и типографского дела: автоматический скоропечатный станок, автоматический бесконечный пресс для печатания с медных клише, обработка маисовых волокон для пряжи и тканья, оческов для приготовления бумаги и др.

## Труды
- «Sprachenhalle oder das Vaterunser in 608 Sprachen» (лат. литерами, Вена, 1844);
- «Vaterunser in 206 Sprachen», (готич. лит., Вена, 1867);
- «Typenschau des gesammten Erdkreises» (Вена, 1845);
- «Grammatischer Atlas oder theoretisc h-tabellarische Darstellung aller nach Stä mmen geordneten Sprachen des Erdkreises» (Вена, 1854);
- «Geschichte der K. K. Hof-und-Staatsdruckerei» (Вена, 1851); «Die Entdeckung des Naturselbstdrucks» (Вена, 1856).